# 達爾吉納
36°34′N 5°18′E / 36.567°N 5.300°E

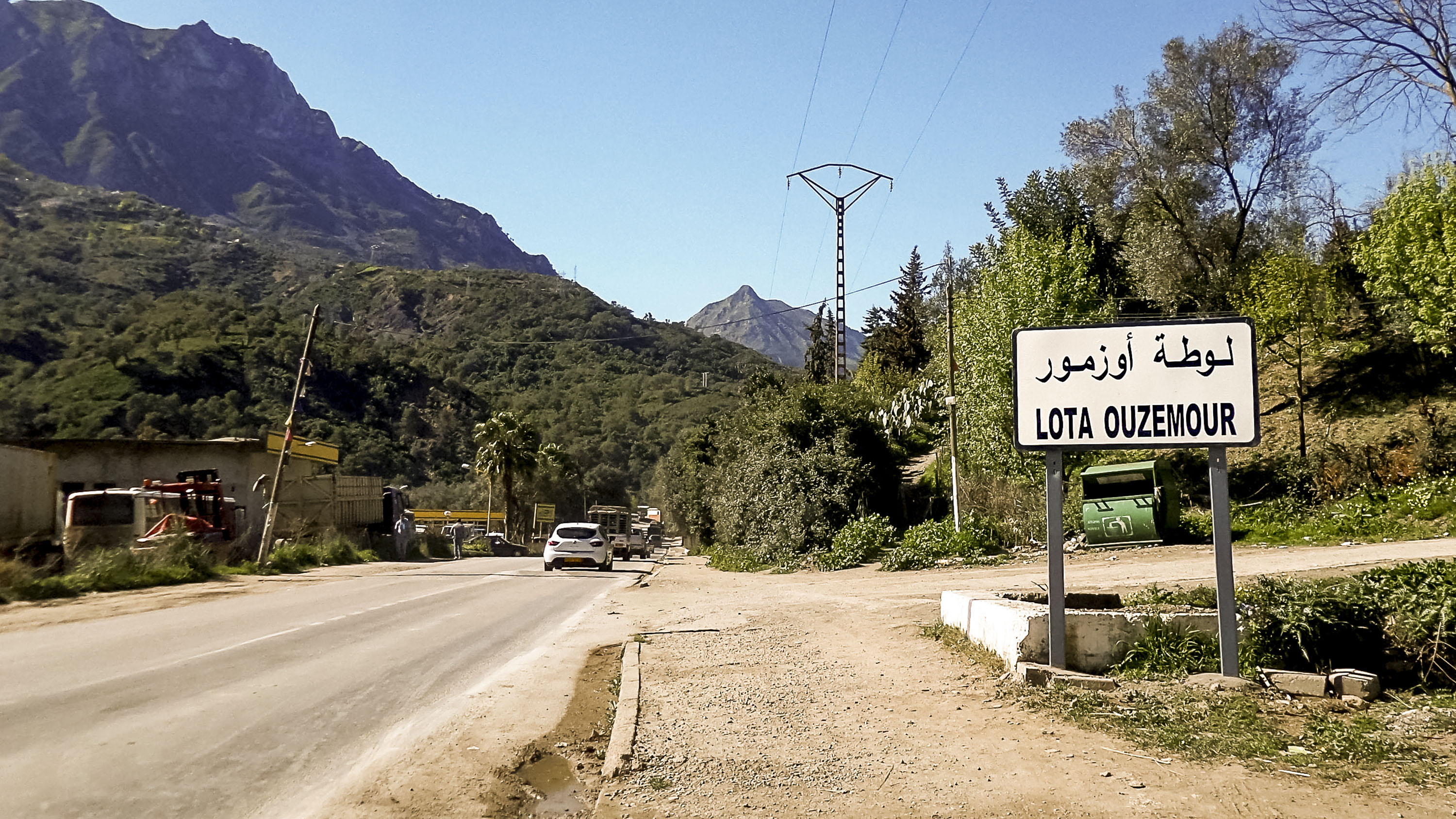
達爾吉納

達爾吉納（阿拉伯语：‎），是阿爾及利亞的城鎮，位於該國北部，由貝賈亞省負責管轄，是達爾吉納區的首府，面積83平方公里，2008年人口14,146，人口密度每平方公里171人。